# Pseudocellus sbordonii
Pseudocellus sbordonii är en spindeldjursart som först beskrevs av Brignoli 1974.  Pseudocellus sbordonii ingår i släktet Pseudocellus och familjen Ricinoididae. Inga underarter finns listade i Catalogue of Life.